# Functionaal
In de wiskunde is een functionaal een functie waarvan de argumenten, of de waarde, of allebei ook functies zijn.
Een voorbeeld van een functionaal is de operator 'differentiëren', waarmee de afgeleide van een functie wordt uitgerekend. Een voorbeeld waarbij de waarde van de functionaal een getal is, is de verwachtingswaarde, of een ander moment van een kansdichtheid.
In de informatica spelen functionalen een rol binnen de berekenbaarheidstheorie, bijvoorbeeld in de lambdacalculus, en bij het functioneel programmeren, waar ze meestal hogere-ordefuncties worden genoemd.
De functionaalanalyse kwam voort uit de studie van de afgeleiden van functionalen. Omdat functieruimten in de praktijk meestal  vectorruimten zijn, met oneindig dimensies, gaat het daarbij om een generalisatie van het begrip partiële afgeleide tot functies van een oneindig aantal veranderlijken.
De dichtheidsfunctionaaltheorie is een kwantummechanische methode, die in de natuur- en scheikunde wordt toegepast.